# Old Mill Creek
Old Mill Creek is een plaats (village) in de Amerikaanse staat Illinois, en valt bestuurlijk gezien onder Lake County.

## Demografie
Bij de volkstelling in 2000 werd het aantal inwoners vastgesteld op 251. In 2006 is het aantal inwoners door het United States Census Bureau geschat op 258, een stijging van 7 (2,8%).

## Geografie
Volgens het United States Census Bureau beslaat de plaats een oppervlakte van 26,5 km², waarvan 26,2 km² land en 0,3 km² water.

## Plaatsen in de nabije omgeving
De onderstaande figuur toont nabijgelegen plaatsen in een straal van 8 km rond Old Mill Creek.